# Macky Sall
Macky Sall (sinh ngày 11 tháng 12 năm 1961) là một chính trị gia người Senegal được bầu làm Tổng thống của Senegal kể từ tháng 4 năm 2012.
Tháng 2 năm 2019, ông lại tái đắc cử tổng thống với 58% số phiếu, hơn người về nhì khoảng gần 40%.

## Tiểu sử
Macky Sall theo học ngành Địa lý. Ông có vợ với 3 người con.

## Sự nghiệp chính trị
Dưới thời Tổng thống Abdoulaye Wade, Sall là Thủ tướng Chính phủ Senegal từ tháng 4 năm 2004 đến tháng 6 năm 2007 và Chủ tịch Quốc hội Senegal từ tháng 6 năm 2007 đến tháng 11 năm 2008. Ông là thị trưởng của Fatick giai đoạn 2002-2008 và đảm nhận chức vụ này một lần nữa kể từ tháng 4 năm 2009.
Sall là một thành viên lâu năm của Đảng Dân chủ Senegal (PDS). Sau khi xung đột với Tổng thống Wade, ông đã bị thôi chức Chủ tịch của Quốc hội trong tháng 11 năm 2008, do đó ông thành lập đảng của ông và gia nhập phe đối lập. Nằm ở vị trí thứ nhì ở vòng đầu tiên của cuộc bầu cử tổng thống năm 2012, ông đã giành được sự ủng hộ của ứng viên đối lập khác và chiếm ưu thế hơn Wade trong vòng bỏ phiếu thứ hai được tổ chức vào ngày 25 tháng 3 năm 2012. 
Trong chiến dịch tranh cử, ông Sall cam kết nếu thắng cử, ông sẽ tiến hành bảo trợ xã hội cho toàn dân, trong đó có việc cho các gia đình vay đảm bảo, chăm sóc y tế và cải thiện phúc lợi cho người về hưu.
Cuộc bỏ phiếu vòng hai được tổ chức sau khi không có ứng cử viên nào giành đa số tuyệt đối trong vòng của cuộc bầu cử diễn ra ngày 26 tháng 2 năm 2012, khi đó Tổng thống Wade dẫn đầu với xấp xỉ 35% số phiếu bầu, tiếp theo là ông Sall với 26%.